# Hoyales de Roa
Hoyales de Roa ist ein Ort und eine Gemeinde (municipio) mit nur noch 212 Einwohnern (Stand: 2024) im Süden der Provinz Burgos in der Autonomen Gemeinschaft Kastilien und León.

## Lage und Klima
Der Ort Hoyales de Roa liegt ca. 4 km südlich des Duero in der Kastilischen Hochebene (meseta) ca. 93 km (Fahrtstrecke) südlich der Provinzhauptstadt Burgos in einer Höhe von ca. 800 m; die Stadt Aranda de Duero befindet sich ca. 18 km östlich. Das Klima ist gemäßigt bis warm; Regen (ca. 455 mm/Jahr) fällt übers Jahr verteilt.

## Bevölkerungsentwicklung
| Jahr      | 1857 | 1900 | 1950  | 2000 | 2018 |
| Einwohner | 672  | 762  | 1.055 | 299  | 223  |

Die Mechanisierung der Landwirtschaft und die Aufgabe bäuerlicher Kleinbetriebe haben seit den 1950er Jahren zu einem Mangel an Arbeitsplätzen und in der Folge zu einer Abwanderung eines Großteils der Bevölkerung in die größeren Städte geführt (Landflucht).

## Wirtschaft
Die Region war jahrhundertelang nahezu ausschließlich zum Zweck der Selbstversorgung von der Landwirtschaft geprägt; große Bedeutung hatten auch die Viehzucht und der Weinbau. Haltbare oder haltbar gemachte Lebensmittel wie Getreide, Käse, Wurst etc. konnten auf den Märkten in Aranda de Duero getauscht oder verkauft werden; der Wein der Region wurde bis nach Mittel- und Nordeuropa verschifft. Die Gemeinde gehört heute zum Weinbaugebiet Ribera del Duero.

## Geschichte
Keltische, römische, westgotische und selbst islamisch-maurische Funde wurden bislang nicht entdeckt. Zu Beginn des 10. Jahrhunderts wurde die südlich des Duero gelegene Gegend vom kastilischen Grafen Gonzalo Fernández de Burgos (reg. ca. 900–915) zurückerobert (reconquista) und wiederbesiedelt (repoblación). Im Hochmittelalter gehörten der Ort und sein Umland zur aus etwa 20 Dörfern bestehenden und durch Burgen (castillos) gesicherte Comunidad de Villa y Tierra de Aza. Im Jahr 1504 erwarb Königin Isabella I. die Orte Fuentelisendo und Hoyales für 40 Millionen Maravedis, doch verkaufte ihre Tochter Johanna die Wahnsinnige bereits sechs Jahre später die Grundherrschaft (señorio) an die Grafen von Miranda.

## Sehenswürdigkeiten

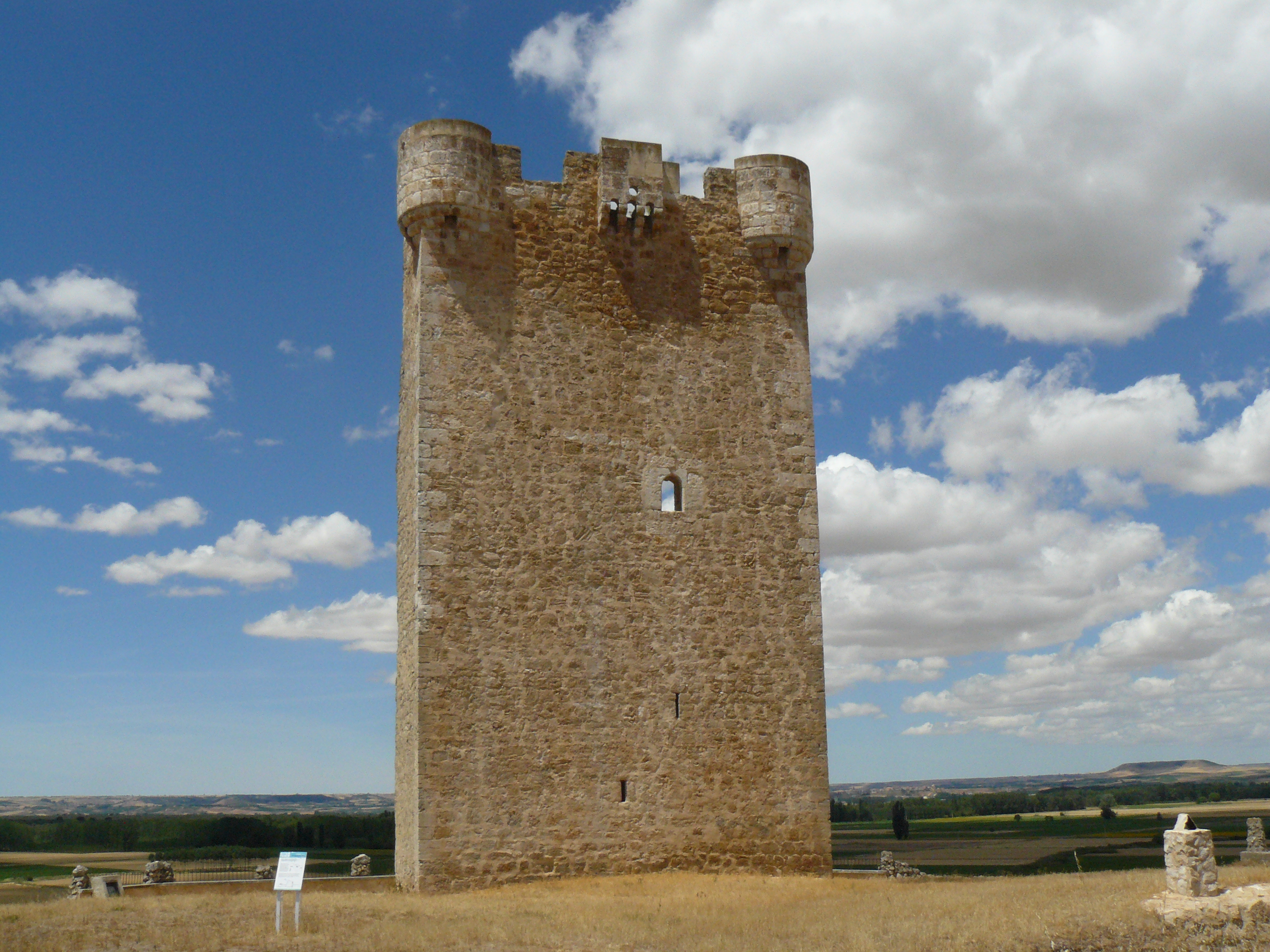
Turmruine

- Optisch dominant ist die 18 m hohe Ruine eines Bergfrieds (torre del homenaje) aus dem späten 15. Jahrhundert, dessen äußerlich aus exakt behauenen Steinen bestehendes Mauerwerk ca. 1,75 m dick war. Sehr schön sind die eckigen und dreiviertelrunden Wehrerker am oberen Rand des Bauwerks.[5]
- In das bröselige Felsgestein des Burghügels sind mehrere Kellergewölbe (bodegas) hineingetrieben worden.
- Es wird spekuliert, ob der etwa gleichzeitig errichtete Glockenturm (campanario) der an der Stelle eines Vorgängerbaus stehenden Iglesia de San Bartolomé ebenfalls eine Wehrfunktion hatte. Wichtigstes Stück der Ausstattung ist das Altarretabel (retablo) in der Apsis.[6][7]
- In geringer Entfernung steht die Ermita de la Virgen de Arriba, eine wahrscheinlich schon im 14./15. Jahrhundert existierende Kapelle, die jedoch im 18. Jahrhundert vollkommen überarbeitet wurde.[8]